# United States Marijuana Party
Le United States Marijuana Party, littéralement « Parti de la marijuana des États-Unis », est un parti politique américain qui milite pour la légalisation du cannabis. Il est fondé en 2002 par Loretta Nall (en), qui le quitte en 2006 pour rejoindre le Parti libertarien.